# Odpolední svačina
Svačina (ze základu svak-), přesněji odpolední svačina pro odlišení od přesnídávky obvykle zvané také svačina, je zpravidla menší jídlo podávané v odpoledních hodinách mezi obědem a večeří. Odpolední svačina, její výskyt a velikost, vydatnost, záleží zejména na délce intervalu mezi obědem a večeří a na druhu fyzické činnosti a s tím spojeném množství vydané energie. 
Možnosti, co k svačině podávat, jsou široké, od trochy ovoce či sušenky až po bohatý piknik.
V Anglii, kde hlavním jídlem dne je tradičně večeře, se používá v tomto významu výraz pro čaj tea, česky se překládá obvykle dle přibližného času jako čaj o páté). Podává se tradiční slaná či sladká svačina s koláčky apod. s čajem, nejčastěji slazeným a s mlékem.